# 阳明东路
阳明东路是南昌市东湖区内的一条主干道。

## 地理位置
道路全部位于南昌市东湖区内，东起青山湖隧道，西至阳明路。

## 历史沿革
2002年南昌市在八一广场的改造计划中就提及计划打通此路线以方便洪都大道来往八一大道的车流，2004年的八一广场改造计划中再次提及此道路，并称为阳明东路，2005年初开始筹备开工，同年5月动迁工作开始，2005年底开始亮化工程，亮化工程将花费280万元。2006年初配套的隧道进入收尾工作，2006年1月26日道路通车，但是下穿京九铁路的隧道的非机动车和行人道暂不开放。

## 名称由来
此路可以理解成是阳明路的东延部分，路名也因此而得，而阳明路的名字来源是为纪念明代的哲学家和教育学家王守仁而命名。

## 交汇道路
- 相交：洪都北大道、文教路、二七北路、贤士二路、贤士一路、永外正街
- 北：青山南路
- 南：八一大道
- 东西：阳明路、青山湖隧道